# Мартін Котулек
Мартін Котулек (чеськ. Martin Kotůlek, нар. 11 вересня 1969, Оломоуць) — чехословацький, а потім чеський футболіст, що грав на позиції захисника. По завершенні ігрової кар'єри — тренер. У складі національної збірної Чехії є віце-чемпіоном Європи 1996 року.

## Клубна кар'єра
Народився 11 вересня 1969 року в місті Оломоуць. Вихованець юнацьких команд футбольних клубів «Тешетице» і «Намешть-на-Гане». У дорослому футболі дебютував 1986 року виступами за команду «Сігма» (Оломоуць), в якій провів з перервами чотирнадцять сезонів, взявши участь у понад 250 матчах чемпіонату. Найвищим результатом було віце-чемпіонство у сезоні 1995/96. Перерва була тільки на армійську службу у 1989—1990 роках, коли він грав за команду «Дукла» (Банська Бистриця).
2000 року уклав контракт з клубом «Брно», у складі якого провів наступні чотири роки своєї кар'єри гравця. Граючи у складі «Брно» також здебільшого виходив на поле в основному складі команди.
Згодом протягом сезону 2004/05 років захищав кольори «Опави», а завершив професійну ігрову кар'єру у клубі другого дивізіону «Оломоуць», де виступав протягом 2005—2008 років. Загалом за кар'єру у найвищому дивііоні Чехословаччини та Чехії він провів 412 матчів і забив 12 голів.

## Виступи за збірні
Залучався до складу молодіжної збірної Чехословаччини, з якою став чвертьфіналістом молодіжного чемпіонату Європи 1992 року.
1991 року зіграв перший і єдиний матч у складі національної збірної Чехословаччини проти Бразилії (1:2), вийшовши на заміну на 30-й хвилині.
З 1994 року став виступати за новостворену збірну Чехії, у складі якої був учасником чемпіонату Європи 1996 року в Англії, де разом з командою здобув «срібло», але зіграв на турнірі лише в одній грі півфіналу. Всього провів за збірну до 1998 року 7 ігор, голів не забивав.

## Кар'єра тренера
Розпочав тренерську кар'єру відразу ж по завершенні кар'єри гравця, 2008 року, увійшовши до тренерського штабу клубу «Сігма» (Оломоуць). Після відставки Романа Пиварника 6 травня 2013 року, Мартін Котулек був призначений головним тренером команди до кінця сезону., після чого покинув клуб.

## Титули і досягнення
- Віце-чемпіон Європи: 1996

## Статистика
| №                                               | Дата              | Суперник   | Рахунок          | Голи | Турнір                 |
| Матчі Мартіна Котулека за збірну Чехословаччини |                   |            |                  |      |                        |
| 1                                               | 18 грудня 1991    | Бразилія   | 1 : 2            | -    | Товариський матч       |
| Матчі Мартіна Котулека за збірну Чехії          |                   |            |                  |      |                        |
| 1                                               | 5 червня 1994     | Ірландія   | 3 : 1            | -    | Товариський матч       |
| 2                                               | 8 травня 1995     | Словаччина | 1 : 1            | -    | Товариський матч       |
| 3                                               | 26 червня 1996    | Франція    | 0 : 0 (6:5 пен.) | -    | Євро-1996 — 1/2 фіналу |
| 4                                               | 11 грудня 1996    | Нігерія    | 2 : 1            | -    | Товариський матч       |
| 5                                               | 12 грудня 1996    | Хорватія   | 1 : 1            | -    | Товариський матч       |
| 6                                               | 26 лютого 1997    | Білорусь   | 4 : 1            | -    | Товариський матч       |
| 7                                               | 18 листопада 1998 | Англія     | 0 : 2            | -    | Товариський матч       |